# راشيل تايلور
راشيل تايلور  (بالإنجليزية: Rachael Taylor)‏(11 يوليو 1984 -)، ممثلة أسترالية وعارضة أزياء ومقدمة برامج ظهرت في العديد من الأفلام الأسترالية والأمريكية.

## روابط خارجية
- راشيل تايلور على موقع IMDb (الإنجليزية)
- راشيل تايلور على موقع ألو سيني (الفرنسية)
- راشيل تايلور على موقع ميوزك برينز (الإنجليزية)
- راشيل تايلور على موقع أول موفي (الإنجليزية)
- راشيل تايلور على موقع قاعدة بيانات الأفلام السويدية (السويدية)
- راشيل تايلور على موقع قاعدة بيانات الأفلام السويدية (السويدية)
- راشيل تايلور على موقع إن إن دي بي (الإنجليزية)
- راشيل تايلور على موقع قاعدة بيانات الفيلم (الإنجليزية)
- راشيل تايلور على موقع كينوبويسك (الروسية)